# Лобовик, Борис Александрович
Бори́с Алекса́ндрович Лобови́к (укр. Борис Олександрович Лобовик; род. 22 декабря 1923, с. Матиевка, Бахмачский район, УССР, СССР — 16 января 1999, Украина, СССР) — советский и украинский религиовед и философ, специалист по вопросам гносеологии религии и строению религиозного сознания. Доктор философских наук, профессор. Один из авторов «Атеистического словаря», и один из авторов и научный редактор «Справочника атеиста». Ветеран Великой Отечественной войны.

## Биография
Родился 22 декабря 1923 года в селе Матиевка Бахмачского района.
В 1951 году окончил Киевский государственный университет имени Т. Г. Шевченко.
В 1963 году в Отделении экономики, истории, философии и права АН УССР защитил диссертации в форме научного доклада на соискание учёной степени кандидата философских наук по теме «О социальных и гносеологических условиях возникновения религиозных верований».
В 1964—1979 годах — профессор и заместитель заведующего кафедрой культурологии Киевского педагогического института.
В 1974 году в Объединённом совете Института философии АН УССР и Института государства и права АН УССР защитил диссертацию на соискание учёной степени доктора философских наук по теме «Гносеологический анализ обыденного религиозного сознания» (специальность 09.00.06 — научный атеизм).
В 1976 году присвоено учёное звание профессора.
В 1979—1982 годах — профессор Словацкого университета.
С 1983 года — заведующий отделением философских проблем религии и атеизма, а с 1991 года — ведущий научный сотрудник отделения религиоведения Института философии НАН Украины.

## Научные труды

### Монографии
на русском языке
- Дулуман Е. К., Танчер В. К., Лобовик Б. А. Современный верующий: Социально-психологический очерк. — М.: Политиздат, 1970. — 176 с.
- Лобовик Б. А. Религия как социальное явление. — К.: Вища школа, 1982. — 96 с. (Атеистическая библиотечка студента).
- Лобовик Б. А., Кобелянская Л. С. Научный атеизм о смысле жизни человека. — К.: о-во "Знание" УССР, 1983. — 48 с. (Сер. V "Научно-атеистическая". / О-во "Знание" УССР. № 12).
- Лобовик Б. А. Религиозное сознание и его особенности. — К.: Наукова думка, 1986. — 247 с.
- Лобовик Б. А., Колодный А. Н. Атеистическое воспитание студентов / Отв. ред. В. К. Танчер. — К.: Вища школа: Изд-во при Киев. ун-те, 1985. — 51 с.
- Критика философской апологии религии / Б. А. Лобовик, Н. А. Лисовенко, А. Н. Колодный и др.; Отв. ред. Б. А. Лобовик. — К.: Наукова думка, 1985. — 278 с.
- Лобовик Б. А., Шадуринский В. Г. Религиозное сознание и здравый смысл. — К.: О-во "Знание" УССР, 1986. — 49 с. (Сер. 5, Научно-атеистическая. О-во "Знание" УССР; № 4).
- Православие и современность: (Философско-социологический анализ) / Б. А. Лобовик, А. Н. Колодный, Н. В. Филоненко и др.; Отв. ред. Б. А. Лобовик; АН УССР, Ин-т философии. — К.: Наукова думка, 1988. — 336 с. ISBN 5-12-000035-5
- Культура. Религия. Атеизм / Б. А. Лобовик, А. Н. Колодный, Н. А. Арестова и др.; Отв. ред. А. Н. Колодный, Б. А. Лобовик; АН УССР, Ин-т философии. — К.: Наукова думка, 1991. — 301 с. ISBN 5-12-002239-1

на других языках
- Буденна релігійна свідомість. К., 1971
- Релігійна свідомість та її особливості. К., 1986
- Категоріальний аналіз надприродного. К., 1994
- Вірування давніх українців та їхніх пращурів. К., 1996
- Історія релігії в Україні: Навч. посібник / А. М. Колодний, П. Л. Яроцька, Б. О. Лобовик та ін. — К.: Знання, 1999. — 735 с. ISBN 966-7293-71-8

### Статьи
- Дулуман Е. К., Лобовик Б. А. О модернизме и консерватизме в современной религии. // Коммунист Украины. – 1968. - № 1.